# Limonium oleifolium
Limonium oleifolium är en triftväxtart som beskrevs av Philip Miller. Limonium oleifolium ingår i släktet rispar, och familjen triftväxter.

## Underarter
Arten delas in i följande underarter:
- L. o. dictyocladum
- L. o. sardoum